# Edicte de Potsdam

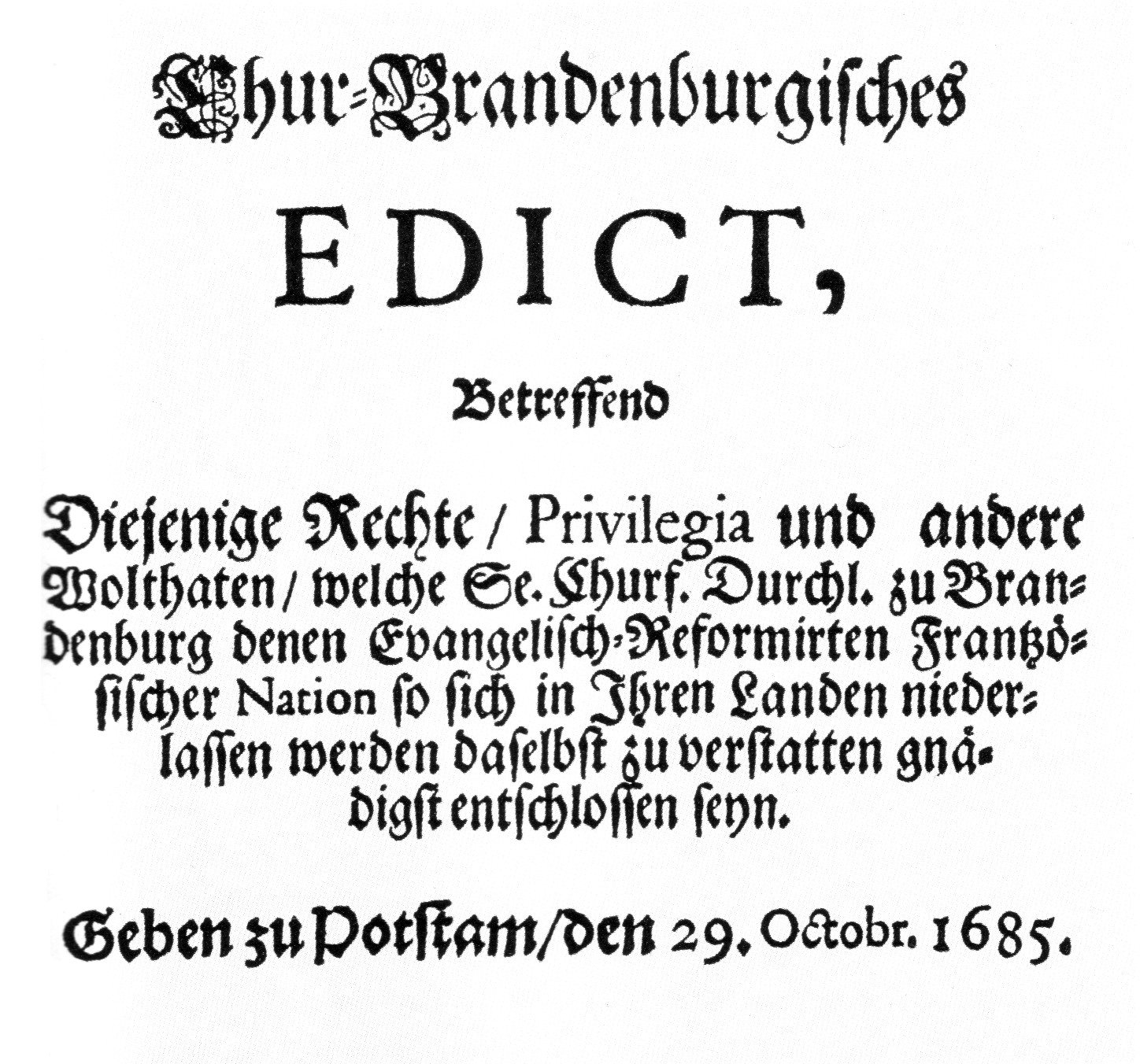
Edicte de Potsdam.

L'edicte de Potsdam (en alemany, Edikt von Potsdam) fou un decret publicat el 29 d'octubre de 1685 a Potsdam pel príncep elector de Brandenburg i rei de Prússia Frederic Guillem I.
En resposta a l'edicte de Fontainebleau publicat per Lluís XIV de França pocs dies abans, en el qual s'hi establia la prohibició de professar qualsevol religió que no fos la catòlica i s'ordenava el tancament de les escoles i esglésies protestants, Frederic Guillem es comprometia a acollir els francesos exiliats per motius religiosos, i a donar-los facilitats per a establir-se als seus dominis: els immigrants estarien exempts del pagament d'impostos de duana sobre els seus béns, tindrien ajuts econòmics per a construir llurs habitatges, obtindrien cessions de terrenys per conrear, i un cop establerts, serien admesos com a ciutadans de l'electorat.